# Estrella Cabeza Candela
Estrella Cabeza Candela (ur. 20 lutego 1987 w Sewilli) – hiszpańska tenisistka.

## Kariera tenisowa
Karierę tenisową rozpoczęła w 2002 roku, występując z dziką kartą, na turnieju ITF w rodzinnej Sewilli i to zarówno w grze pojedynczej jak i podwójnej. W singlu odpadła w 1 rundzie, ale za to w deblu dotarła do ćwierćfinału. W latach 2003–2004 kontynuowała grę w turniejach rangi ITF, a największymi jej osiągnięciami z tego okresu jest finał gry pojedynczej w Pontevedrze i wygrany turniej deblowy na Majorce. Pierwszy turniej singlowy wygrała w 2005 roku w Lleronie, pokonując  w finale Niemkę Justine Ozga. W sumie w czasie swojej kariery wygrała trzynaście turniejów w grze singlowej i szesnaście w grze deblowej rangi ITF.
W lipcu 2006 roku wzięła udział w kwalifikacjach do turniejów WTA w Palermo i w Budapeszcie, ale w żadnym z nich nie udało jej się awansować do fazy głównej turnieju. Sztuka ta udała jej się w lutym 2007 roku w Bogocie, gdzie wygrała kwalifikacje, pokonując między innymi Maríę Irigoyen i Jewgieniję Rodinę i po raz pierwszy wystąpiła w turnieju głównym cyklu WTA. W 1 rundzie trafiła na Czeszkę Hanę Sromovą i przegrała 1:6, 2:6. W 2008 roku wzięła udział w kwalifikacjach do turnieju wielkoszlemowego US Open, ale przegrała w 1 meczu z Robertą Vinci. W następnym roku zagrała w kwalifikacjach do wszystkich czterech turniejów Wielkiego Szlema, ale w żadnym z nich nie udało jej się przejść 1 rundy. W kwietniu 2010 roku, na turnieju w Marbelli, wygrała swój pierwszy mecz w rozgrywkach WTA, pokonując w 1 rundzie Chorwatkę Petrę Martić. Rok później na tym samym turnieju powtórzyła sukces sprzed roku, tym razem wygrywając z Aravane Rezaï. Pod koniec kwietnia wygrała kwalifikacje turnieju Barcelona Ladies Open i zagrała w turnieju głównym, w którym doszła do ćwierćfinału. W 1 rundzie pokonała rodaczkę, Arantxę Parra Santonja a w 2 rundzie Rumunkę, Alexandrę Dulgheru. W ćwierćfinale przegrała z Czeszką Lucie Hradecką.

### Wygrane turnieje rangi ITF
| turnieje z pulą nagród 100 000 $ |
| turnieje z pulą nagród 75 000 $  |
| turnieje z pulą nagród 50 000 $  |
| turnieje z pulą nagród 25 000 $  |
| turnieje z pulą nagród 15 000 $  |
| turnieje z pulą nagród 10 000 $  |

#### Gra pojedyncza
|     | Data       | Turniej     | Kat. | ($)    | Naw.   | Finalistka                  | Wynik         |
| 1.  | 19/06/2005 | Llerona     | ITF  | 10 000 | twarda | Justine Ozga                | 7:6, 4:6, 6:2 |
| 2.  | 19/02/2006 | Majorka     | ITF  | 10 000 | ziemna | Stella Menna                | 6:4, 6:1      |
| 3.  | 26/03/2006 | Sabadell    | ITF  | 10 000 | ziemna | María José Martínez Sánchez | 6:3, 7:5      |
| 4.  | 09/07/2006 | Valladolid  | ITF  | 25 000 | twarda | Monique Adamczak            | 2:6, 7:6, 7:5 |
| 5.  | 29/06/2008 | Getxo       | ITF  | 25 000 | ziemna | Chayenne Ewijk              | 6:4, 6:4      |
| 6.  | 13/07/2008 | Valladolid  | ITF  | 25 000 | twarda | Frederica Piedade           | 6:4, 7:6      |
| 7.  | 05/09/2010 | Mollerusa   | ITF  | 10 000 | twarda | Jewgienija Kryworuczko      | 6:2, 6:4      |
| 8.  | 27/03/2011 | Madryt      | ITF  | 10 000 | ziemna | Laura-Ioana Andrei          | 6:3, 6:2      |
| 9.  | 04/10/2015 | Vall de Uxo | ITF  | 10 000 | ziemna | Ołeksandra Koraszwili       | 7:6(5), 6:2   |
| 10. | 17/10/2015 | Melilla     | ITF  | 10 000 | twarda | María José Luque Moreno     | 6:3, 6:4      |
| 11. | 08/11/2015 | Vinaròs     | ITF  | 10 000 | ziemna | Noelia Bouzo Zanotti        | 6:2, 6:2      |
| 12. | 09/04/2017 | Hammamet    | ITF  | 15 000 | ziemna | Fernanda Brito              | 6:3, 7:5      |
| 13. | 17/06/2018 | Barcelona   | ITF  | 25 000 | ziemna | Aliona Bolsova              | 6:2, 6:3      |